# Genèse des nations et cultures du Nouveau Monde
Genèse des nations et cultures du Nouveau Monde est un essai d'histoire comparée, présenté sous la forme d'un livre rédigé par Gérard Bouchard et paru en 2000 aux Éditions du Boréal. L'auteur est historien et sociologue et professeur retraité à l'université du Québec à Chicoutimi. Il est également titulaire de la Chaire du Canada sur les imaginaires collectifs. Sa notoriété l'a amené à être le co-président de la Commission Bouchard-Taylor sur les pratiques d'accommodement reliées aux différences culturelles en 2007-2008. Il a notamment remporté une myriade de prix, récompensant son apport à l'historiographie québécoise et canadienne.
Bouchard se spécialise, entre autres, dans les mythes sociaux et nationaux, les fondements symboliques du lien social, la Révolution tranquille et la gestion de la diversité ethnoculturelle. Tous ces champs de recherche se retrouvent, à des niveaux différents, dans son essai. Ce dernier est un plaidoyer pour l'histoire comparative. En effet, ce livre de 503 pages voit Bouchard tenter de ressortir les particularités des nations du Nouveau Monde et les ressemblances dans leur parcours. Il y parvient d'abord en étayant l'exemple du Québec, qu'il vient ensuite compléter avec différentes colonies du Nouveau Monde, soient l'Amérique latine et les colonies anglo-saxonnes. Cette analyse est possible grâce à un examen des « pratiques discursives productrices de l'imaginaire ».

## Contexte historiographie
Dans son livre, Bouchard positionne sa recherche par rapport à la place qu'occupe l'histoire comparée des collectivités neuves dans l'historiographie québécoise, démarche qu'il considère sous-représentée dans le contexte de l'étude du Nouveau Monde. Il utilise d'ailleurs pour appuyer son point, les données recueillies de 1962 à 1991 montrant que 1,5 % des textes contenus dans la Revue d'histoire de l'Amérique française étaient de nature comparative. Les chiffres montent à 4,5 % pour la période de 1992 à 1996. Une autre statistique est ressortie par l'auteur qui montre que « 6,0 % des communications présentées en 1997 au Congrès de l'Institut d'histoire de l'Amérique française comportaient une dimension comparative». Selon lui, les chercheurs se limiteraient à étudier le Québec dans sa relation avec les métropoles européennes (Paris, Londres, Rome). Il explique cela par la très grande dépendance des élites socioculturelles québécoises vis-à-vis de la France, relation qui s'inscrit dans une dynamique de continuité largement représentée dans l'historiographie québécoise au XIXe siècle. Par conséquent, un relâchement de cette dépendance et une redéfinition de leur relation a permis un renouveau dans la façon d'étudier le Québec. Bouchard affirme cependant que la majorité des études comparatives faites sur le Québec sont écrites par des non-québécois comme A. Saussol, J. Zitmersky (1996), M. Egnal (1996), J. McPherson (1998), K. O' Sullivan See (1986) , etc.
En contrepartie, malgré la sous-utilisation de l'histoire comparée par les chercheurs québécois, l'auteur souligne le travail de certains d'entre eux. C'est notamment le cas de Guy Frégault et Michel Brunet, qui dans les années 1950, ont enrichi les références américaines. Il y a également Albert Faucher, historien économiste qui a fait une étude du développement économique du Québec en la comparant au reste du continent américain. Pour l'histoire comparative, Bouchard donne aussi l'exemple de quelques thèses et mémoires comme le mémoire de D. Delâge en 1971 ou la thèse de doctorat de R. Dupré en 1993. Finalement, il y a aussi eu des contributions historiques faites par des non-historiens. C'est le cas, en littérature, de Bernard Andrès qui a comparé le Québec et le Brésil, en démographie avec le Programme de recherche en démographie historique de l'université de Montréal entre la France et le Québec et c'est aussi le cas en sociologie où Sylvie Lacombe a comparé le Québec et le Canada.
Par ailleurs, M. Bouchard souligne également que selon J.A. Leith et A. Greer (1995), la situation est semblable à celle du Québec dans le reste du Canada. Soulevant au passage que les communiqués de nature comparative étaient de 5,5 % en 1997 et de 3,9 % en 1998 au Congrès de la Société historique du Canada. Par contre, il y a plusieurs ouvrages collectifs interdisciplinaires qui avaient été écrits à l'époque qui comparaient le Canada avec les autres pays du Commonwealth. Le même constat a aussi été fait pour la Nouvelle-Zélande, l'Australie et la France.
Sur un autre point, dans les premières pages de son livre, l'auteur cherche à se détacher de certaines idées qui ont déjà été apportées auparavant en ce qui a trait aux « imaginaires et aux itinéraires collectifs dans le Nouveau Monde ». Parmi les exemples donnés, notons le modèle mis en place par les travaux de Louis Hartz aux États-Unis sur les peuples fondateurs. Dans un de ses ouvrages principaux paru en 1964 intitulé The Founding of New Societies: Studies in the History of the United States, Latin America, South Africa, Canada, and Australia, il avance que les nouvelles sociétés seraient une simplification, un fragment, de la richesse idéologique et sociologique de la mère patrie. Bouchard critique sa thèse puisqu'il la considère déterministe, excluant tout changement en profondeur en empêchant aussi une rupture réelle avec la mère patrie et finalement parce que sa démarche, comparativement à celle de Hartz, inclut la culture au complet et pas seulement les idées politiques et sociales.
Bouchard se détourne également du modèle de Frederick Jackson Turner qui en se basant sur l'histoire américaine veut que « le peuplement vers l'ouest et vers la frontière qu'il suscitait ait agi comme un creuset où est venue se fondre l'immigration hétérogène en provenance d'Europe principalement», créerait une civilisation supérieure que celle d'Europe en installant des idéaux d'égalité, de démocratie et de progrès. D'autre part, Bouchard considère ce modèle déterministe de la géographie, c'est-à-dire qui ne permet pas d'expliquer les différentes façons dont les sociétés évoluent. Aussi, il lui reproche de ne pas tenir compte des collectivités qui n'ont pas connu de rupture avec la mère-patrie. En dernier lieu, Bouchard ne veut pas porter de jugement à savoir si une société est supérieure à une autre comme le fait Jackson Turner dans son argumentaire. De façon générale, Bouchard se détache de cette théorie puisqu'il ne s'intéresse pas aux liens de dépendance qui unissent le peuplement d'un même territoire vers ces métropoles, comme c'était le cas avec le peuplement de l'Ouest aux États-Unis, mais préconise plutôt l'analyse des liens de dépendance que la société neuve, dans son entièreté, entretient avec sa métropole européenne.

### L'auteur dans l'historiographie
Avec son livre, Gérard Bouchard suit le courant historique dominant au Québec en 2000 (moment où il écrit le livre) depuis la fin de la Révolution tranquille soit le courant révisionniste qui s'inscrit lui, dans un courant plus large : le modernisme. Né au début des années 1970, le révisionnisme tend à revoir la vision de la communauté savante vis-à-vis de l'évolution de la société québécoise, jusqu'alors considérée comme retardataire lorsque comparée aux autres collectivités d'Amérique du Nord. Dans son livre, l'auteur déclare que cette vision a permis un éclairage plus riche du passé québécois, multiplier les hypothèses en plus de permettre des interrogations plus nuancées. Éric Bédard affirme même que Genèse des nations et cultures du Nouveau Monde est l'œuvre majeure de ce courant à cette époque. En effet, il affirme que «la foi renouvelée dans la Science, la quête de la normalité pour le Québec et l'adhésion enthousiaste et peu critique au grand récit de la Révolution tranquille » sont des preuves que le livre de Bouchard fait partie du courant révisionniste. Malgré tout, l'historien et sociologue, avec son livre, exploite une perceptive nouvelle que peu d'historiens modernistes ont utilisée soit l'histoire comparative. Pour l'auteur, il s'agit d'un « procédé d'objectivation et d'enrichissement de la connaissance historique ». En outre, la comparaison permettrait à l'historien d'avoir une plus grande critique par rapport à son sujet de recherche. Aussi, elle exige un déracinement au profit d'une meilleure manipulation de ses procédés.Finalement, l'histoire comparative permettrait au chercheur d'être davantage en mesure de caractériser sa société et voir les différents parcours qu'elle aurait pu suivre. Bref, l'objectif de Bouchard n'est pas de se détacher du courant moderniste, mais de lui donner un second souffle afin d'avoir une vision plus objective de la société québécoise, rendue possible grâce à ce courant.
          

## Plan et structure
L'essai est composé de sept chapitres suivis d'une conclusion :
1. L'histoire comparée des collectivités neuves ou cultures fondatrices
2. Pourquoi (se) comparer ?
3. Un vieux pays neuf ? Formation et transformations de la culture et de la nation au Québec
4. Essor de la conscience nationale au Mexique et en Amérique latine
5. L'émancipation politique et l'identité nationale en Australie
6. D'autres itinéraires : Canada, Nouvelle-Zélande, États-Unis
7. Des itinéraires collectifs, des procédés discursifs : essai de modélisation

Bien évidemment, Bouchard utilise un plan comparatif car il met en comparaison la naissance et l'évolution du Québec en tant que nation avec d'autres cultures du Nouveau Monde. En somme, il exploite un seul et même thème sous différents angles et selon les différences ethnoculturelles et sociopolitiques rencontrées lors de son étude.

## Description du contenu
Le premier chapitre sert d'introduction à Bouchard qui élabore les bases de son plaidoyer pour l'histoire comparative et explique la composition de son essai. Il y présente les modalités d'une nouvelle nation dans le contexte colonial du Nouveau Monde. L'auteur met l'accent sur l'importance de l'héritage métropolitain dans la fondation d'une nouvelle culture, qui se retrouve en permanence entre une démarche de continuité ou de rupture. En d'autres mots, les sociétés nouvelles cherchent à s'arroger des repaires nouveaux tout en préservant l'attachement aux cultures ancestrales. Cette dualité est particulièrement ressentie dans la littérature et la culture savante à partir du XVIIIe siècle. En somme, la construction identitaire se manifeste à travers trois « dimensions »: la culture, la politique et le national.
En effet, l'historien-sociologue voit la grille d'analyse comparative comme le moyen d'améliorer notre connaissance de soi et de réviser les écarts rencontrés dans l'historiographie. Il consacre d'ailleurs la première partie du deuxième chapitre à étayer son propos. Il s'affaire ensuite à expliquer la place qu'occupe cette méthode dans l'historiographie québécoise.
Le troisième chapitre, quant à lui, voit Bouchard se lancer dans une relation de la formation et l'évolution de l'identité et par conséquent de la nation québécoise. Celle-ci permet à l'auteur de prouver la sous-représentation du comparatisme dans l'historiographie québécoise. Le Québec est, aux yeux de l'historien-sociologue, une nation particulièrement tributaire de son passé colonial, qu'on parle des régimes français et britannique ou de l'Église catholique. Cet attachement, particulièrement pour la culture française, a eu pour effet de diffuser et perpétuer des « fausses identités ». Celles-ci étaient le résultat de rapprochements entre le passé et un futur utopique effectués par la culture savante. Paradoxalement, cette proximité culturelle s'éloignait de la réalité du Canada français jusqu'à la Révolution tranquille, événement charnière marqué par la rupture et la transformation de l'image qu'a le Québec de lui-même et du Nouveau Monde.  
En ce qui concerne le chapitre IV, l'auteur se penche sur le cas du Mexique et de l'Amérique latine en général. Bouchard prend le soin d'introduire son explication par des statistiques quant à la démographie des groupes ethnoculturelles issus de ces colonies latines et par conséquent de l'immigration européenne, africaine et asiatique, et ce du début de la colonisation jusqu'aux années 1970. De ce fait, l'Amérique latine est caractérisée par ses sociétés hétéroclites, qui dès leurs débuts, considèrent l'indianité comme partie intégrante de leur différenciation avec les métropoles européennes. Dans cette optique, les créoles, ou les métis, deviennent le porte-étendard des collectivités coloniales. En parallèle, un nationalisme naît dans ces nations en formation et contribue à cimenter une identité propre sur les plans d'abord religieux et culturel puis politique et social. Paradoxalement, Bouchard explique que le rejet des traditions métropolitaines a créé « un vide culturel et une crise d'identité » en raison de la difficulté pour les Américains à remplacer cet héritage européen. Malgré la diversité culturelle retrouvée en Amérique latine, ses collectivités demeurent comparables non seulement entre elles, mais également avec le Québec par le biais de l'opposition marquée entre la continuité et la rupture.  
Ensuite, Bouchard se concentre sur l'Australie. Elle est rapidement comparée au Québec en raison de l'attachement qu'elle entretient avec l'héritage impérial et de l'opposition existante entre la culture populaire et celle des élites. L'Australie devient pour ainsi dire un pays d'Europe en Océanie. Bouchard voit en elle un exemple « d'émancipation par glissements et usure » alors que les autres nations étudiées sont davantage dans une dynamique « d'affrontements et de rupture ». Néanmoins, il dresse des parallèles éloquents entre les nations québécoise et australienne. Ces dernières ont cultivé une culture de l'outback ainsi que l'idée de la survivance, l'île étant menacée d'invasions par les empires asiatiques. Un autre rapprochement possible concerne une exclusion de la diversité culturelle au profit de l‘élaboration d'une culture puisant ses racines dans l'Ancien continent. En effet, l'Australie prend part à des actes répressifs violents et ignore l'existence des Aborigènes jusque dans les années 1960. Cette violence est également présente au Québec, désireux de relayer les Autochtones dans l'oubli, de les exclure du projet identitaire. Dans le même ordre d'idées, l'inclusion de ces groupes minorisés à partir de la moitié du XXe siècle fait partie intégrante de l'évolution identitaire des deux nations qui basculent dans une dynamique de rupture.
Le chapitre VI est, quant à lui, réservé aux autres grandes colonies dites anglo-saxonnes, soient le Canada, la Nouvelle-Zélande et les États-Unis. L'auteur évoque des comparaisons entre les exemples canadien et néo-zélandais, particulièrement ce qu'il appelle « l'alibi de l'Empire». En d'autres mots, ce dernier n'est pas en position dominante; la colonie et la métropole sont interdépendantes et contribuent à leur développement mutuel. Sous l'influence de cet alibi, la Nouvelle-Zélande est la colonie qui est restée le plus longtemps dans une continuité européenne.De surcroît, malgré le sentiment national canadien qui commence à se développer au début du XXe siècle, le Canada peine à « fondre la diversité de la population canadienne dans un même moule nationalitaire ». On peut alors penser aux Québécois, aux Autochtones ou encore aux immigrants qui ont fait face à des mesures discriminatoires. Le Canada comme le Québec est également dans une position d'antinomie entre la culture des élites, attachée aux traditions européennes, et la culture populaire. En somme, ces deux exemples nord-américains peuvent être comparés avec la Nouvelle-Zélande en ce qui concerne la recherche d'« un traumatisme déclencheur analogue au désistement britannique ».
En ce qui a trait aux États-Unis, ils sont, aux yeux de l'auteur, la seule entité du Nouveau Monde à avoir opté d'emblée pour la rupture dans la définition de son identité. Cet angle d'approche s'est manifesté à travers plusieurs événements fondateurs telle la Déclaration d'Indépendance. Ces derniers ont néanmoins institué de fausses identités, comme il a également été observé au Québec.  Malgré tout, l'exemple américain présente la dualité observable entre la culture de l'élite et celle populaire. En effet, même si les États-Unis ont rompu sur le plan politique avec la Grande-Bretagne, ils ont conservé des référents européens, notamment la religion. En addition, cette nouvelle identité ne l'empêche pas d'exclure certains membres de sa société, particulièrement les noirs, soumis à l'esclavage ainsi que les nations indiennes. De plus, malgré son indépendance politique acquise rapidement, le pays est victime d'une cohésion sociale plus que fragile, comme en témoigne la Guerre de Sécession. Néanmoins, les États-Unis ont misé sur une construction caractérisée par un futur idéal, l'American Dream.
Le chapitre sept sert de première conclusion à Bouchard. Il aborde d'abord l'influence des sphères politique, économique, sociale et culturelle dans le choix des différents itinéraires utilisés par les cultures du Nouveau Monde. L'auteur rappelle ensuite les « stratégies de décrochage : la « réappropriation », la « profanation », le « déplacement latéral », la « diversion », « l'hybridation » et le « paradigme du bâtard ». Bouchard revient sur les entreprises d'homogénéisation des nouvelles nations désireuses de réduire la diversité qui les caractérisait. Il en dénombre une dizaine allant du métissage culturel au génocide.  L'historien-sociologue insiste ensuite sur l'importance de la fonction mémorielle. Il étaye son propos grâce à différents exemples de constructions mémorielles individuelles et collectives dans les différentes nations étudiées tout au long de son essai. Bouchard dégage ensuite les pratiques discursives qui ont servi à la formation de nouvelles cultures, qu'elles soient le produit des masses populaires ou des élites. Son essai l'amène à observer une période de crise chez chacune des nouvelles nations. Ces dernières ont répondu de différentes façons: la recherche de valeurs universelles, les références géographiques, les emprunts aux Autochtones, considérer la diversité comme l'essence de l'identité, « énoncer ce qui tient lieu d'identité » ou encore déclarer l'identité inutile pour une nation postmoderne.

## Réception critique et universitaire
Le livre de Bouchard a eu un grand effet sur le milieu universitaire. Il a été l'objet de plusieurs hommages qu'on peut constater dans les comptes rendus et les articles écrits à son sujet. Claude Couture, professeur en science sociale à l'université Saint-Jean en Alberta a dit de Genèse des nations et cultures du Nouveau Monde qu'il s'agissait d'une œuvre majeur et « ambitieuse sur le plan théorique et interprétatif en soulignant au passage que Gérard Bouchard était probablement l'historien le plus important de sa génération[réf. à confirmer]. Renaud Séguin, du département de l'université de Montréal, va dans la même sens que Couture en qualifiant le livre d'incontournable pour ceux qui s'intéressent à l'histoire sociale et politique. Les connaissances de l'historien-sociologue lui permettent d'analyser de façon claire et concise l'histoire politique et culturelle des collectivités du Nouveau Monde. De surcroît, Séguin est élogieux à l'endroit des notions de continuité et de rupture. Aussi, la sociologue de l'Université Laval, Sylvie Lacombe, souligne que cet ouvrage permet de développer un imaginaire collectif reposant sur l'égalité entre les hommes et les femmes. De plus, elle ajoute que l'auteur reconnaît les droits politiques des groupes autochtones et qu'il valorise le pluralisme culturel.
Ajoutons à cela, que Genèse des nations et cultures du Nouveau Monde a reçu le prix « Études-Essais » du Gouverneur général du Canada en 2000. Son livre a également été choisi parmi les cinq meilleurs essais québécois de la décennie 2000-2009 nommé par le journal La Presse. Finalement, cet essai a été traduit dans quatre langues : l'anglais, le japonais, l'espagnol et le catalan.
Par contre, malgré ces louanges, le livre de Bouchard n'a pas été exempt de critiques de la part de ses collègues universitaires. Tout d'abord, par son adhésion au modernisme, il s'est attiré quelques critiques à cet égard de la part de Damien-Claude Bélanger. Il lui reproche principalement qu'avec une approche révisionniste, Bouchard rejette la « canadianité » au Québec.  Bélanger fonde son argument sur le choix de Bouchard dans ses objets de comparaison. En effet, il trouve qu'une mince partie de son livre est consacrée au Canada anglais et aux États-Unis comparativement aux pays plus éloignés comme la Nouvelle-Zélande, l'Australie et les pays d'Amérique latine. Aussi, Bélanger rappelle que le Canada est une collectivité neuve formée par d'autres collectivités neuves (comme le Québec) et de plus anciennes (autochtones) et qu'il s'agit d'une mosaïque complexe alors que Bouchard et d'autres historiens québécois le voient comme monolithique. Cette opinion est d'ailleurs partagé par Sylvie Lacombe et Éric Bédard.
Par ailleurs, il est important de souligner que Gérard Bouchard est souverainiste dans ses convictions politiques or, pour certains cela transparaît dans son argumentaire. C'est notamment le cas de Bélanger qui conclut qu'implicitement, l'historien et sociologue affirme que le seul moyen pour qu'une collectivité neuve puisse s'épanouir c'est qu'elle obtienne son indépendance politique. Pour le Québec, cela se caractérise par l'aboutissement final de la modernité enclenchée véritablement par la Révolution tranquille. Par conséquent, selon Sylvie Lacombe, l'auteur du livre n'est finalement pas aussi neutre dans ses « outillages théoriques » puisqu'il serait teinté de l'idéal moral qu'il veut mettre de l'avant en tant qu'historien .
De façon plus générale, Renaud Séguin lui reproche principalement, en lien avec son objectif d'écrire un livre concis, de ne pas appuyer ses affirmations plus controversées par des justifications, et ce malgré le fait que l'auteur affirme au début de son livre qu'il allait faire des raccourcis afin de pouvoir tout couvrir. À titre d'exemple, dans son livre, Bouchard affirme que le Québec est la seule collectivité neuve avec Porto Rico qui n'a pas atteint son indépendance, or Séguin met en doute cette affirmation puisque d'autres collectivité comme la Guyane française, la Martinique et la Guadeloupe n'ont pas atteint leur indépendance.
Malgré les critiques négatives que Genèse des nations et cultures du Nouveau Monde a reçues de la part du milieu universitaire, tous restent d'avis qu'il s'agit d'une œuvre importante de l'historiographie québécoise.